# Karlsborgs fästning
Karlsborgs fästning este o arie protejată (arie specială de conservare — SAC, sit de importanță comunitară — SCI) din Suedia întinsă pe o suprafață de 14,7 ha, integral pe uscat.

## Localizare
Centrul sitului Karlsborgs fästning este situat la coordonatele 58°31′38″N 14°31′30″E / 58.5272°N 14.5251°E.

## Înființare
Situl Karlsborgs fästning a fost declarat sit de importanță comunitară în decembrie 1998 pentru a proteja 1 specie de animale. Situl a fost protejat și ca arie specială de conservare în martie 2011.

## Biodiversitate
Situată în ecoregiunea boreală, aria protejată nu include niciun habitat protejat.
La baza desemnării sitului se află o specie protejată de  mamifere: liliac cârn (Barbastella barbastellus).